# Aspidiotus juglandis
Aspidiotus juglandis är en insektsart som beskrevs av Colvée 1881. Aspidiotus juglandis ingår i släktet Aspidiotus och familjen pansarsköldlöss.
Artens utbredningsområde är Spanien. Inga underarter finns listade i Catalogue of Life.